# Ino Savini
Ino Savini, all'anagrafe Savino Savini (Faenza, 29 febbraio 1904 – Faenza, 21 luglio 1995), è stato un direttore d'orchestra, compositore e musicologo italiano.

## Biografia
Ino Savini ha studiato organo, composizione e orchestrazione a Bologna, Roma e Napoli coi maestri Lamberto Caffarelli, G. Battista Marabini, Ottorino Respighi e Francesco Cilea.
Inizia l'attività professionale dedicandosi alla composizione e nel 1927 e 1928 vince due volte, il primo premio del Concorso Nazionale di Composizione della Società Domenico Scarlatti di Napoli, (commissione giudicante formata dai maestri A. Longo, F. Cilea, L. Ferrari). Invitato come compositore-vincitore a dirigere personalmente la prima esecuzione delle sue composizioni, (entrambe: Messa Solenne ... per soli, coro e orchestra come prescritto dal bando di concorso), si rivela dotato di un "grande braccio" e naturalmente portato alla direzione dei grandi complessi corali-orchestrali. Opta quindi, pur senza abbandonare la composizione, di dedicarsi alla Direzione d'Orchestra. Fu tra i prediletti del celebre M° Antonio Guarnieri che lo volle, all'inizio degli anni venti, come suo "maestro assistente". L'attività di Direttore d'Orchestra diviene ben presto l'impegno professionale primario della sua vita di musicista ed un altrettanto lungo viaggio per i palcoscenici di tutto il mondo. Impegnato soprattutto nel repertorio operistico italiano e francese dell'Ottocento e del primo Novecento, (ha diretto oltre cento titoli d'opera), è annoverato fra i direttori della "Scuola di Tradizione" con particolare dedizione a:
- iniziare all'opera i giovani cantanti italiani e stranieri dotati di talento, (fra questi: Ettore Bastianini, Gino Bechi, Teresa Berganza, Carlo Bergonzi, Piero Cappuccilli, José Carreras, Fiorenza Cossotto, Enzo Dara, Justino Diaz, Giuseppe Di Stefano, Mirella Freni, Giuseppe Giacomini, Bonaldo Giaiotti, Tito Gobbi, Gian Giacomo Guelfi, Rajna Kabaiwanska, Flaviano Labò, Nicola Martinucci, Anna Moffo, Leo Nucci, Lina Pagliughi, Luciano Pavarotti, Clara Petrella, Aldo Protti, Gianni Raimondi, Giuseppe Taddei, Ferruccio Tagliavini, Pia Tassinari, Ivana Tosini, Giuseppe Valdengo, Cesare Valletti, Ingvar Wixell, Virginia Zeani).
- e soprattutto a diffondere l'opera anche nei più impensabili e sperduti luoghi del pianeta.

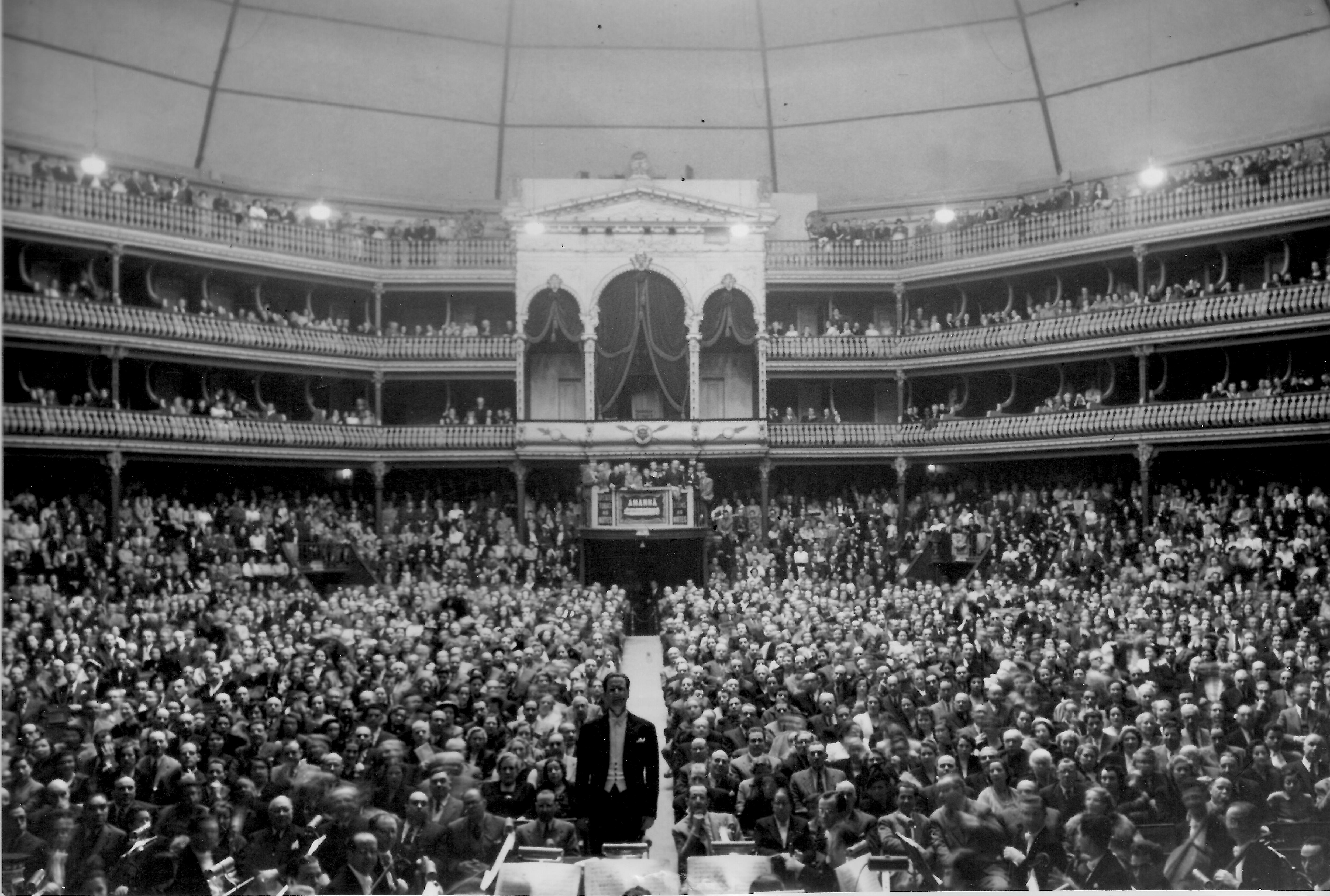
- Ino Savini sul Podio - T. Coliseu Lisbona 1952

Nel Secondo dopoguerra si impegna anche del Repertorio Sinfonico, (scelta poco praticata, salvo rare eccezioni, dai direttori italiani dell'epoca). Nominato "Direttore Musicale" (1952-1956) della Orquestra Sinfónica do Porto (Portogallo) svolge qui un'intensa attività concertistica, (250 concerti circa), orientando le scelte verso: la letteratura musicale mitteleuropea dell'Ottocento, (da sottolineare il Ciclo Beethoveniano del 1955 comprendente tutte le Sinfonie e tutte le Ouverture); i massimi capolavori russi del secondo Ottocento e Primo Novecento, (con prime esecuzioni in Portogallo di I. Stravinskij e D. Šostakovič); inoltre una nutrita presenza, ancora con molte prime esecuzioni mondiali e/o in Portogallo, di autori coevi inglesi e statunitensi (Britten, Elgar, Howells, Walton, Gershwin) ma principalmente Italiani, Portoghesi e Brasiliani, un elenco troppo lungo per poter essere qui riportato.

L'assiduo impegno nel genere sinfonico, (uniche eccezioni dirige a Coimbra - Teatro Avenida: nel 1955 La Traviata di G. Verdi con Magda Olivero e Francesco Albanese e, nel 1956, Tosca di G. Puccini con Maria Curtis e Franco Corelli), risvegliò in Ino Savini la nostalgia e il desiderio di riprendere l'amata opera lirica. Il periodo post-rientro dal Portogallo, (ove tornerà a dirigere svariati concerti nei decenni successivi), lo vede infatti impegnato coi giovani cantanti vincitori prevalentemente dei Concorsi di Canto dell'AS.LI.CO (Milano) e soprattutto dell'Opera Stabile del Viotti (Vercelli) di cui sarà "Direttore Principale" per oltre un decennio.
In campo sinfonico, negli stessi anni in Cecoslovacchia, inizia una lunga e proficua collaborazione con diverse orchestre, (Praga, Brno, Opava, Ostrava), sia per concerti che registrazioni discografiche (Supraphon). Particolarmente intensa la collaborazione con la Janáček Philharmonic Orchestra di Ostrava di cui sarà per anni "Principal Guest Conductor".

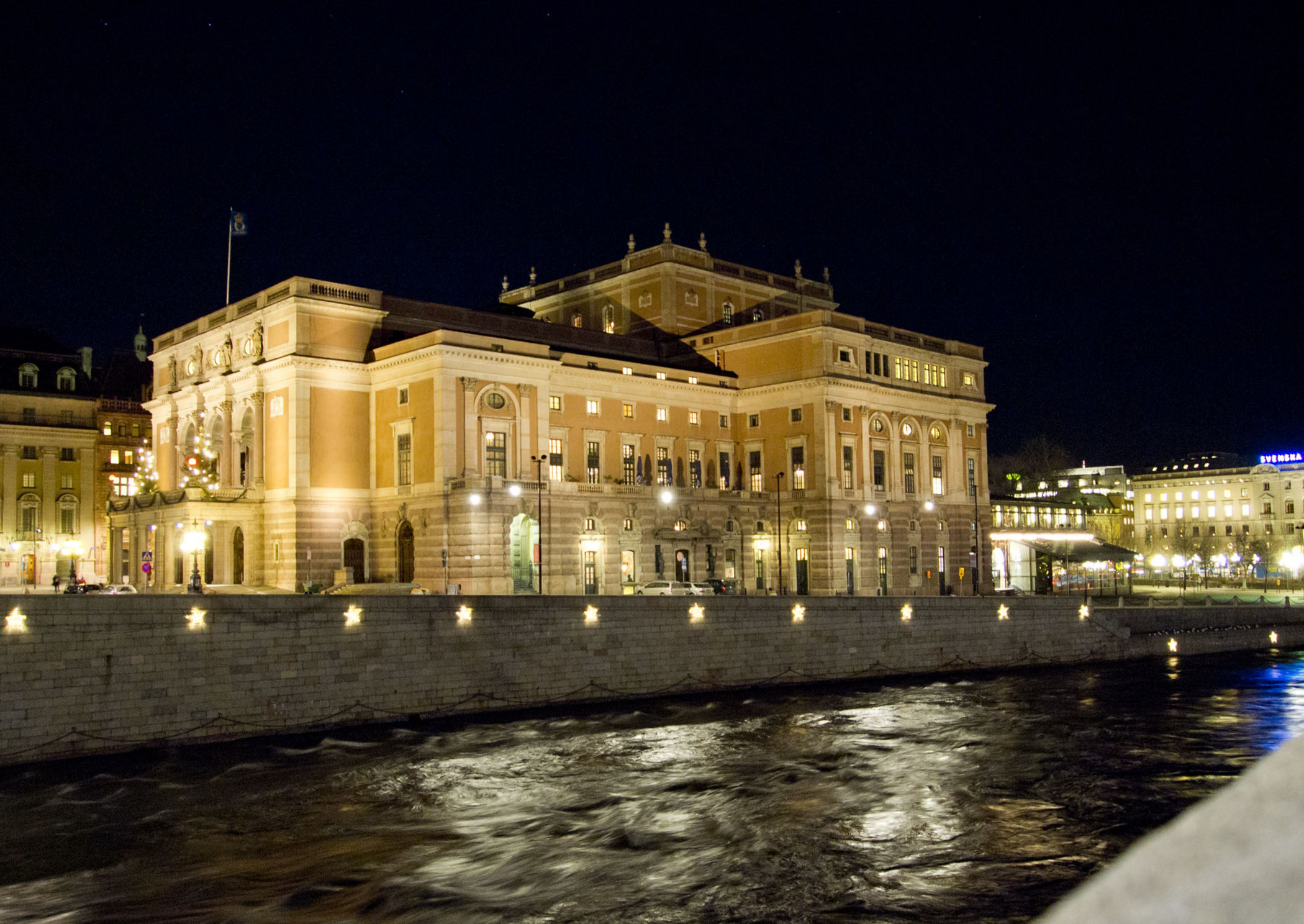
Kungliga Operan Stockholm (Teatro Reale dell'Opera Stoccolma)-Notturno

Nel novembre 1963, al rientro da una trionfale tournée italiana in America Centrale e Messico, il Maestro viene invitato a dirigere Aida di G. Verdi al Kungliga Operan (Teatro Reale Opera) di Stoccolma. Dopo l'entusiastico successo della prima recita, diretta come di consueto a memoria, gli viene proposto un contratto triennale quale "Direttore Stabile Principale" incarico che ricoprirà fino al 31 dicembre 1966 dirigendo, nel triennio, i complessi del grande teatro svedese per ben 240 recite oltre alle diverse tournée nelle maggiori città svedesi e presso i Teatri Nazionali di Copenaghen, Oslo e Helsinki.
Il quotidiano milanese Corriere della Sera il 3 dicembre 1963 così annunciava la nomina di Ino Savini alla direzione del prestigioso teatro svedese: "Un doveroso riconoscimento - È Italiano il Direttore del "Regio" di Stoccolma - Si tratta del maestro Ino Savini, il legionario straniero della lirica italiana...".

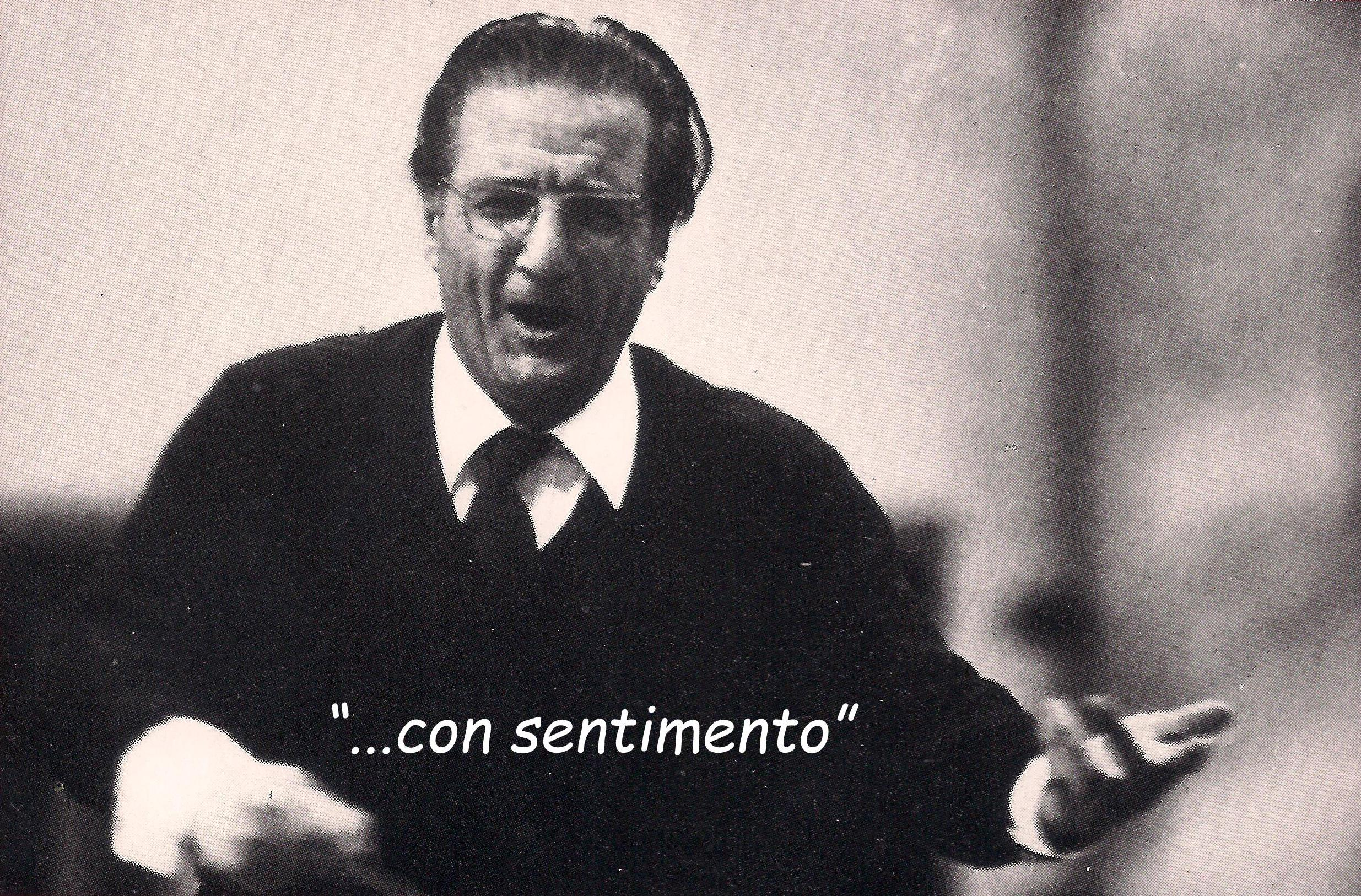
Ino Savini:"Braccio-Gesto-Espressione" -Operà de Lyon(F),1962 "La Fanciulla del West" di G.Puccini

Alla scadenza del contratto, nonostante le insistenti richieste di rinnovo del teatro svedese, il "legionario", coerente con le sue scelte di attività artistica, riprende il suo peregrinare per il mondo. Questa continua presenza all'estero, interrotta solo da sporadiche apparizioni in Italia, venne sovente sottolineata anche dalla critica italiana. Uno dei maggiori critici, (e famoso musicologo), di quegli anni Giulio Confalonieri così sottolineava questa "anomalia" in più occasioni: «Ino Savini, più conosciuto all'estero che non in Italia, sua patria, ha impresso a tutta l'esecuzione il marchio di una palese altezza spirituale...[1]». Ed ancora, sempre G. Confalonieri, scriveva: «INO SAVINI appartiene a quella piccola pattuglia di direttori italiani alla cui instancabile attività si deve la presenza viva dell'opera italiana in ogni angolo del mondo. Infaticabile globe-trotter, ha diretto opere e concerti sinfonici in ogni città del mondo dove esista un teatro.»[2] 

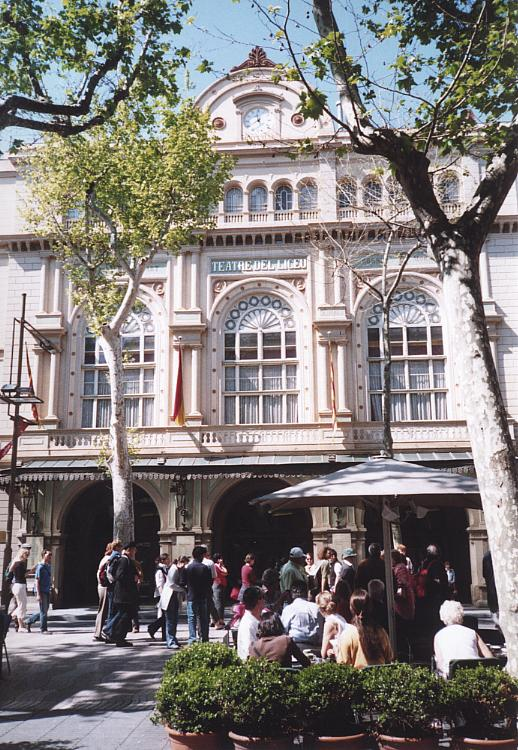
Gran Teatre del Liceu - Barcelona

Lasciata la Scandinavia, continua a portare la musica italiana in giro per il mondo interessato, come egli stesso sottolineava quale musicologo e storico della musica: «a percepire come popoli di culture diverse reagiscono alla scoperta dell'opera e della musica italiana», arricchisce in tal senso le sue esperienze anche attraverso nuove scoperte in Africa e Asia.
Non trascura però l'Europa che, a parte le sporadiche apparizioni in Italia[3] lo vede soprattutto impegnato in Cecoslovacchia (reg. discografiche e concerti sinfonici), Ungheria (Budapest e Festival Szeged), Francia (Operà de Lyon, Théatre du Capitole Toulouse), Germania (Frankfurt, Hamburg, Hannover, ecc.), Irlanda del Nord (Ulster Theatre Belfast), Malta (Teatru Manoel La Valletta), oltre che in Portogallo e Spagna ove è costantemente presente nelle stagioni del Gran Teatre del Liceu a Barcelona e nei Festival di Bilbao e Valencia.
Dal 1974 un progressivo e irrecuperabile abbassamento dell'udito la costringe a ridurre e quindi concludere l'attività sul podio; riprende la "bacchetta" in un'unica eccezione, nell'amata Faenza, il 16 maggio 1982 per dirigere la prima esecuzione assoluta della sua Messa in onore del Beato Don Vincenzo Cimatti - per soli, coro e orchestra, che conclude contestualmente, così come era iniziata, la carriera del direttore d'orchestra e quella del compositore.
L'instancabile Ino Savini, costretto dall'udito a scendere dal podio, riprende appieno l'attività musicologica dedito alla ricerca, ricostruzione, catalogazione e raccolta, (presso la Biblioteca Manfrediana di Faenza), delle musiche dei compositori faentini: da Giuseppe Sarti (1729-1802) a Lamberto Caffarelli (1880-1963) ricostruendo, quale ultimo impegno da musicologo, le partiture, andate perdute, delle musiche di Paolo Alberghi (1716-1785), compositore e violinista faentino allievo prediletto di Giuseppe Tartini.

## Opere

### Composizioni e saggi musicologici
Composizioni
[Le Partiture Autografe di Ino Savini - e alcune registrazioni di esse in CD - si trovano, per donazione degli eredi, presso la Biblioteca Manfrediana di Faenza (Italia)]

-Messa in Onore del Servo di Dio Don Vincenzo Cimatti per Due solisti, Coro a 7 voci dispari, orchestra e organo (1982)

-Una di flauti lenta melodia (da Ode "La Chiesa di Polenta" di G.Carducci) per Flauto, Quartetto d'archi, Organo, Campana(1970)

-Canti della terra di Napoli Rapsodia in quattro tempi per orchestra a plettro (1960) (vedi discografia)

-Transito di Santa Chiara d'Assisi a 2 voci bianche con organo (1957)

-Adamastor (da Os Lusiadas di L. de Comoës) Poema Sinfonico-Vocale per tenore, coro e orchestra (giugno 1956) (v.discografia)

-Dolorosas Suite sinfonica in 4 quadri (su temi da quattro pezzi per pianoforte di Oscar da Silva) (aprile 1956) (v.discografia)

-Capuchinho Vermelho(Cappuccetto Rosso) Favola-Balletto per orchestra sinfonica (1955)
Saggi musicologici
- Opere Musicali di Lamberto Caffarelli - Relazione per Assessorato alla Cultura Comune di Faenza, (Agosto 1963)- Biblioteca Manfrediana Faenza - Collocazione M.F. 27470.

-Arturo Monti (1874 - 1964) poeta e cantante dialettale faentino - Numero Unico Bimestrale Radio 2001 Romagna Anno III-n.4 (1976)
-Il Primo Libretto del GALEOTUS (1908-1912) di Lamberto Caffarelli, in Torricelliana Bollettino Società Torricelliana di Scienze e Lettere - n. 32 - Faenza, 1981.

-Musica e Teatro a Faenza ai tempi del Vescovo Cantoni (1743-1767) in L'ospedale per gli Infermi nella Faenza del Settecento a c.d. A. Ferlini, pp. 177–233, Ed. Tipografia Faentina, Faenza 1982

-Paolo Alberghi nel secondo centenario della morte - Faenza 1716 - ivi 1785 - Estratto da Torricelliana 35 (1984), Faenza 1984 pp. 75–100

-Luigi Mozzani oboista, chitarrista e liutaio - (Faenza, 9 marzo 1869 - Rovereto, 13 agosto 1943)- Monografia (ottobre 1985): Biblioteca Manfrediana Faenza M.F. 247 012

-La Musica a Faenza 1400 ... 1994 Ino Savini - Rino Savini, Ed. Assessorato alla cultura del Comune di Faenza, pp. 323, Faenza ottobre 1997.

### Discografia
Sinfonica - Selezione (CD)
- Delibes L. Coppélia - Highlights from the Ballet -Brno State Philharmonic Orchestra (1968)-Supraphon CD 2SUP 0024

- Saint-Saëns C. Symphonie N.3 avec orgue / Rimsky-Korsakov N. Sheherazade -Janáček Philharmonic Orchestra - Arkadia CD GI 771.1

- Verdi G. Messa da Requiem Czech Philharmonic Chorus-(M° coro J. Veselka), Janàček Philharmonic Orchestra - Live Recording Prague 9-September-1972 - [Arcadia]ISC/GB CD.L-467 + Video Highlights on You Tube: Maestro Savini

- Compositori Italiani del Novecento: Respighi O. I Pini di Roma, Aria da Suite in Sol min. / Rossellini R. Vangelo Minimo / Caffarelli L. Il fanciullo dormiente / Nordio C. Le Befroi - Prague Chamber Orchestra-[Arkadia] CD-ISC 027

- Savini Ino - Composizioni Sinfoniche: Dolorosas Suite sinfonica1 / Adamastor Poema sinfonico-corale1 / L'Ultima Cena Poema sinfonico1 / Canti della Terra di Napoli-I tempo- Suite per orchestra a Plettro ²
1-Orquestra Sinfónica do Porto/2-Orchestra a Plettro "Gino Neri" Ferrara -[Arkadia] CD-ISC 032

- Savini Ino Canti della Terra di Napoli - Rapsodia in 4 tempi per Orchestra a Plettro, Direttore: Giorgio Fabbri - Orchestra a Plettro "Gino Neri" - CD Planed Sound Firenze CDN006
Lirica - Opere Complete - Selezione (CD e LP)
- Baravalle V. ANDREA DEL SARTO [G. Valdengo, P. Sabbatucci, G. Nerozzi] Coro e Orchestra T.Comunale Modena - Live Recording: Cuneo T.Toselli 1962-[Arkadia].Label ISC/GB CD.L-473.

- Bellini V. I PURITANI (L.Pavarotti, M.Freni, W.Alberti, S.Pagliucca) Coro e Orchestra Teatro Comunale Bologna (1969)-[Arkadia] CD-ISC 003/004

- Donizetti G. L'ELISIR D'AMORE (Ferruccio Tagliavini, G. Valdengo, F. Ciano) - Prague Chamber Orchestra- Supraphon 1 12 0621

- Donizetti G. LA FAVORITA(F.Cossotto, B.Morel, V.Sardinero, I.Vinco) Coro e Orchestra Gran Teatro del Liceo Barcelona -[Arkadia] CD-ISC 001/002

- Mascagni P. IRIS (A. Azuma, L. Bartolini, A. D'Orazi) Coro e Orchestra Gran Teatro del Liceo Barcelona-[Arkadia] CD-ISC 014/015

- Meyerbeer G. LES HUGUENOTS(A.Lo Forese, M.Schenk, J.Diaz, C.Eda-Pierre, E.Tarres) Coro e Orchestra Gran Teatro del Liceo Barcelona -[Arkadia] CD-ISC 018

- Ponchielli A. LA GIOCONDA (G. Bumbry, F.Labò, A.Colzani, C.Cava) Coro e Orchestra Gran Teatro del Liceo Barcelona -[Arkadia] CD-ISC 010/011

- Puccini G.TOSCA (M.Olivero, G.Giacomini, A.Protti), Coro e Orchestra Teatro Comunale Bologna -Golden Age of Opera/Bongiovanni GAO 166/167

- Puccini G. TOSCA (B. Nilsson, R.Ulfung, E. Saeden), Coro e Orchestra Kungliga Theatern Stockholm [Arkadia] ISC/GB CD.L-478.

- Verdi G.AIDA(M.Kaluskova, G. Foglizzo, D.Antonioli, G.Maffeo), Coro e Orchestra Opera Stabile del Viotti F.Fabbri Ed. Grandi Opere Liriche GOL-34/37

- Verdi G. LA FORZA DEL DESTINO (C.Bergonzi, N.Herlea, G.Howell, R.Kabaivanska), Coro e Orchestra Gran Teatro del Liceo Barcelona -Arkadia MP499.1

- Verdi G. LA FORZA DEL DESTINO (A.Mori, G.Maffeo, S.Pagliuca, E.Renzi), Coro e Orchestra Opera Stabile del Viotti -Supraphon 1 12 1221/3 Stereo

- Verdi G. RIGOLETTO (C.Mac Neil, C. Bergonzi, E.Shelle, J.Blakham, Coro e Orchestra Gran Teatro del Liceo Barcelona (Arkadia] CD-ISC 005/006

- Verdi G. SIMON BOCCANEGRA (C.Mac Neil, B.Giaiotti, R.Merolla, L.Kelston), Coro e Orchestra Gran Teatro del Liceo Barcelona -[Arkadia] CD-ISC 008/009

- Verdi G. IL TROVATORE (G.Bardini, F.Pagliazzi, L.Vajna, M, G.Allegri), Czek Philharmonic Chorus - Prague Chamber Orchestra - Supraphon 1 12 0501/3 Stereo
Lirica - Recital di canto
- LAURI VOLPI Giacomo Concerto di Ariccia, Roma 1965, Dir. Ino Savini, Il Mito dell'Opera-Bongiovanni CD: GB 1107-2

- CAPPUCCILLI Piero Récital Live - Berlin 1961, Dir. Ino Savini - Berlin RIAS Radio Philharmonia Orchestra Melodram CD: MEL 16505

- PAVAROTTI Luciano 15º Anniversario - Reggio Emilia 1976, Dir. Ino Savini - Orchestra Sinfonica Emiliana [Arkadia] CD-ISC 023/4/5

- FRENI Mirella Ein Sängerportrait - München 1959 - Freni First Record, Dir. Ino Savini - Das Bayerischen Rundfunks Sinfonieorchester -EURODISC Lp 71020 KR / CD GD 69016

- KORAT Suna Belcanto Aria - Budapest 1970 Dir. Ino Savini - Philharmonia Hungarica BASF Benstell-Nr. 20 21649

- BARDINI Gaetano Tenor Famous Operatic Arias - Praga 1968 Dir. Ino Savini - Ostrava State Philharmonic Orchestra. SUPRAPHON SUA 10917

- SVORK Antonin Baritone Famous czech opera singers - Prague 1970 Dir. Ino Savini - Prague Smetana Teather Orchestra Supraphon Lp 1 12 0706

## Onorificenze
- Accademico Società Torricelliana di Scienze e Lettere. Faenza li 14 febbraio 1964.
- Accademico Accademia Scientifico Letteraria degli Incamminati - Modigliana (Forlì), 20 dicembre 1965.
- Fondazione Musicale Ino Savini costituita nel 2004, (nel Centenario nascita del Maestro), da Regione Emilia-Romagna, Provincia di Ravenna, Comune di Faenza e varie Associazioni Culturali ed Economiche con scopo, fra gli altri, di "diffondere musica colta" e "promuovere e valorizzare giovani talenti musicali".
- Comune di Faenza nel 2005, (Decennale della morte), ha intitolato una Via cittadina al M° Ino Savini.